# مدرسة الرجاء
مدرسة الرجاء هي مدرسة مختلطة، ومتعددة الثقافات، وغير هادفة للربح من الأول الابتدائي إلى الثالث الثانوي (12 سنة دراسية) تقع في عاصمة مملكة البحرين المنامة. تأسست في عام 1899 من قبل إيمي زويمر كأول مدرسة غربية في البلاد وكانت تعرف سابقا باسم مدرسة الجوزة ثم باسم مدرسة الإرسالية الأمريكية. تقع في بالقرب من قلب العاصمة وهي متاخمة لمستشفى الإرسالية الأمريكية، والمنطقة المالية والدبلوماسية، ومسجد الفاروق. مدير المدرسة هو ويلبور هيغينبوثام.

## الدراسة الأكاديمية
مناهج المدرسة معتمدة من قبل وزارة التربية والتعليم. المدرسة لديها مكتبة تضم 16 ألف كتاب. بعض المناهج التي تدرسها المدرسة ما يلي:
- اللغات: اللغة الإنجليزية - اللغة العربية - اللغة الفرنسية.
- العلوم: الكيمياء - علم الأحياء - الفيزياء مع مختبرات لكل منها.
- العلوم الاجتماعية: تاريخ القرن العشرين - الاقتصاد - الدراسات الاجتماعية - الجغرافيا - التربية المدنية - الصحة.
- الدين: الدراسات الإسلامية - الدراسات الدينية المسيحية - الدراسات الدينية الهندوسية.
- متنوعات: الفنون البصرية - التربية البدنية - الإبداع - خدمة المجتمع - علوم الحاسب الآلي.[3]